# Александр (Драбинко)
Митрополи́т Алекса́ндр (в миру Алекса́ндр Никола́евич Драби́нко, укр. Олександр Миколайович Драбинко; род. 18 марта 1977, город Корец, Ровенская область, УССР, СССР) — епископ Православной церкви Украины (ПЦУ; с 2019), митрополит Переяславский и Вишневский.
С 1998 года являлся референтом, а в 2006—2014 годах — личным секретарём предстоятеля Украинской православной церкви митрополита Владимира (Сабодана). 19 декабря 2007 года стал епископом и викарием митрополита Владимира (Сабодана), 19 декабря 2010 года возведён в сан архиепископа, а 23 ноября 2013 года — митрополита, оставаясь при этом викарием. По утверждению митрополита Ионафана (Елецких), «будучи личным секретарём Блаженнейшего Владимира, практически управлял всей УПЦ и даже формировал курс УПЦ. И особенно в последние три года жизни тяжело больного Предстоятеля УПЦ».
14 декабря 2018 года принят в Константинопольский патриархат. 15 декабря вошёл в новообразованную ПЦУ. 4 марта 2019 года получил статус правящего архиерея.

## Биография
Родился 18 марта 1977 года в городе Корец Ровенской области в семье служащих. В 1994 году закончил общеобразовательную школу I—III ступеней № 3 в городе Корец с золотой медалью. В 1994 году поступил в Московскую духовную семинарию, которую окончил в 1998 году по первому разряду.
В 1998 году стал референтом митрополита Киевского и всея Украины Владимира (Сабодана). С 1998 по 2002 год обучался в Киевской духовной академии, по окончании которой защитил диссертацию на тему «Православие в посттоталитарной Украине (вехи истории)». За данный труд учёным советом КДА ему была присуждена степень кандидата богословия.
Трижды переиздавалась написанная Александром Драбинко брошюра «Почему раскольнические группировки в Украине называются неканоническими». По его сценарию в 2003 году был снят фильм «Анатомия раскола».
В феврале 2003 года стал соавтором и ведущим общего проекта телеканала «ТРК Эра» и главной редакции телевизионных программ Украинской православной церкви «Православный миръ». Проект закрыт в ноябре 2005 года без объяснения причин.

### Диакон и священник
20 мая 2004 года митрополитом Киевским и всея Украины Владимиром (Сабоданом) в храме святой Марии Магдалины в Тиверии (Святая земля) рукоположён в сан диакона.
К 70-летию митрополита Владимира (Сабодана) вместе с настоятельницей одесского Архангело-Михайловского монастыря игуменьей Серафимой (Шевчик) подготовил книгу «Предстоятель». Презентация издания состоялась в январе 2006 года в Выставочном зале Свято-Успенского собора Киево-Печерской Лавры.
1 июля 2006 года указом № 936-1 по Киевской митрополии назначен личным секретарём Предстоятеля УПЦ.
28 июля того же года на площади перед Успенским собором Киево-Печерской лавры митрополит Владимир (Сабодан) в день своего тезоиментства рукоположил диакона Александра (Драбинко) в сан пресвитера.
1 августа того же года назначен главным редактором официального сайта Украинской православной церкви (orthodox.org.ua) и шефом-редактором официального общецерковного печатного издания «Церковная (православная) газета».
20 августа того же года в Пантелеимоновом монастыре на Афоне митрополит Владимир (Сабодан), которого он сопровождал в официальных визитов и паломнических поездках, постриг в монашество с именем Александр в честь преподобного Александра Свирского.
28 августа того же года на площади перед Успенским собором Киево-Печерской лавре митрополитом Владимиром (Сабоданом) возведён в сан игумена с возложением креста с украшениями.
24 сентября того же год в Святогорском Успенском Зимненском монастыре митрополитом Владимиром (Сабоданом) возведён в сан архимандрита.
22 ноября 2006 года решением Священного Синода УПЦ от назначен главой новообразованной миссии «Синодальный отдел УПЦ по связям с объединениями граждан, общественными и государственными институтами». 1 мая 2007 года Синод признал существование миссии нецелесообразным и отменил свое предыдущее решение о её создании.
25 декабря 2006 года решением ученого совета Ужгородской украинской богословской академии имени святых Кирилла и Мефодия его диплом кандидата богословия был нострифицирован на диплом доктора богословия. Нострификация понадобилась потому что дипломы и учёные степени большинства духовных учебных заведений Украины не признавались государством. 17 января 2007 года Митрополит Киевский и всея Украины Владимир в своей резиденции вручил архимандриту Александру диплом доктора богословия.
7 января 2007 года к празднику Рождества Христова награждён вторым крестом с украшениями.
В июле 2007 года в ответ на появившиеся слухи о его скором назначении наместником Киево-Печерской лавры, сказал, что не претендует на эту должность и «Даже если бы мне предложили возглавить братию Киево-Печерской Лавры, я бы отказался, так как считаю нынешнего ее наместника архиепископа Вышгородского Павла лучшим храмостроителем за все 950 лет существования монастыря».
Его называли инициатором осуждения «политического православия» на Соборе епископов Украинской православной церкви в 2007 году, и в частности, деятельности общественной организации «Союз православных граждан Украины» и её лидера Валерия Каурова. Получил репутацию главного идеолога получения «канонической автокефалии» УПЦ от Московской патриархии, участником соответствующих программ, разработанных властями Украины.

### Архиерейское служение в УПЦ
14 декабря 2007 года постановлением Священного синода Украинской православной церкви определено быть епископом Переяслав-Хмельницким, викарием Киевской митрополии. Как указано на официальном сайте ныне возглавляемой им Пересялавско-Вишневской епархии ПЦУ: «решение о хиротонии архимандрита Александра было принято Синодом УПЦ без учёта мнения и вопреки воле Московской Патриархии».
18 декабря 2007 года в трапезном храме Антония и Феодосия Печерских Киево-Печерской лавры состоялось его наречение во епископа. 19 декабря там же митрополит Киевский и всея Украины Владимир (Сабодан) возглавил архиерейскую хиротонию архимандрит Александра, которая была беспрецедентной по количеству участвовавшей в ней архиереев: всего их было более 50. Помимо митрополита Владимира в ней принял участие: митрополит Черновицкий и Буковинский Онуфрий (Березовский), митрополит Луганский и Алчевский Иоанникий (Кобзев), митрополит Симферопольский и Крымский Лазарь (Швец), митрополит Луцкий и Волынский Нифонт (Солодуха), митрополит Донецкий и Мариупольский Иларион (Шукало), митрополит Хмельницкий и Староконстантиновский Антоний (Фиалко), архиепископ Тульчинский и Брацлавский Ионафан (Елецких), архиепископ Костромской и Галичский Александр (Могилёв), архиепископ Ровенский и Острожский Варфоломей (Ващук), архиепископ Запорожский и Мелитопольский Василий (Злотолинский), архиепископ Тернопольский и Кременецкий Сергий (Генсицкий), архиепископ Каменец-Подольский и Городокский Феодор (Гаюн), архиепископ Черкасский и Каневский Софроний (Дмитрук), архиепископ Овручский и Коростенский Виссарион (Стретович), архиепископ Николаевский и Вознесенский Питирим (Старинский), архиепископ Белгородский и Старооскольский Иоанн (Попов), архиепископ Сарненский и Полесский Анатолий (Гладкий), архиепископ Житомирский и Новоград-Волынский Гурий (Кузьменко), архиепископ Винницкий и Могилёв-Подольский Симеон (Шостацкий), архиепископ Криворожский и Никопольский Ефрем (Кицай), архиепископ Херсонский и Таврический Иоанн (Сиопко), архиепископ Вышгородский Павел (Лебедь), Белоцерковский и Богуславский Митрофан (Юрчук), архиепископ Изюмский Онуфрий (Легкий), архиепископ Полтавский и Миргородский Филипп (Осадченко), епископ Конотопский и Глуховский Иннокентий (Шестопаль), епископ Черниговский и Новгород-Северский Амвросий (Поликопа), епископ Северодонецкий и Старобельский Агапит (Бевцик), епископ Бакинский и Прикаспийский Александр (Ищеин), епископ Александрийский и Светловодский Пантелеимон (Бащук), епископ Хынковский Петр (Мустяцэ), епископ Васильковский Лука (Коваленко), епископ Хотинский Мелетий (Егоренко), епископ Белгород-Днестровский Алексий (Гроха), епископ Кемеровский и Новокузнецкий Аристарх (Смирнов), епископ Бориспольский Антоний (Паканич), епископ Горловский и Славянский Митрофан (Никитин), епископ Макеевский Варнава (Филатов), Бердянский и Приморский Елисей (Иванов), епископ Нежинский и Батуринский Ириней (Семко), епископ Владимир-Волынский и Ковельский Никодим (Горенко), епископ Шепетовский и Славутский Владимир (Мельник), епископ Сумской и Ахтырский Иларий (Шишковский), епископ Яготинский Серафим (Демьянов), епископ Кременчугский и Хорольский Евлогий (Гутченко).

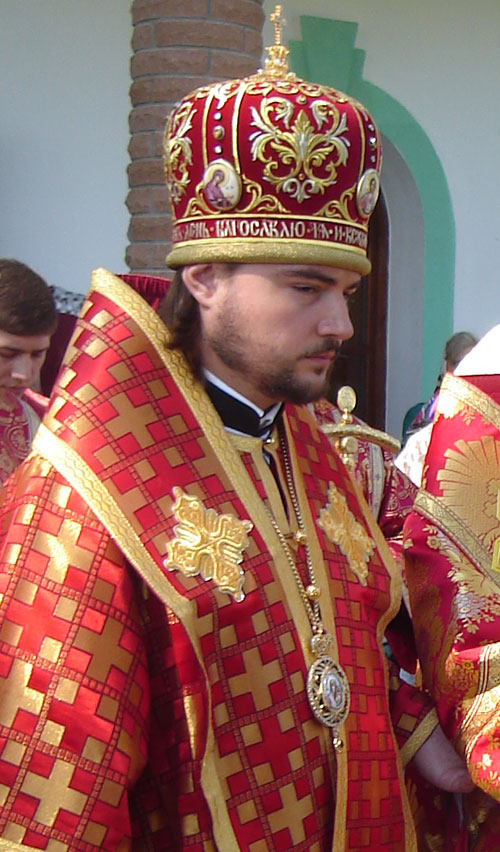
Епископ Александр в 2008 году

26 декабря 2007 года на епархиальном собрании духовенства Киевской епархии объявил, что отныне приходы Киевской епархии находятся в ведении епископа Переяслав-Хмельницкого Александра.
В тот период времени считался одним из лидеров проукраинского крыла в УПЦ, сторонником расширения её автономии, как пути к провозглашению автокефалии. Сам митрополит говорил о преждевременности провозглашения автокефалии:
С автокефализацией УПЦ на базе ряда епархий нашей Церкви в Восточном и Южном регионах может быть создана многотысячная «Юго-Восточная Митрополия», которая выделится из УПЦ и будет настаивать на прямом подчинении Московскому патриарху. Принесет ли это пользу украинскому православию и делу его консолидации? И имеем ли мы моральное право, зная о реальных настроениях в этих регионах, провоцировать такое развитие событий? Убежден, что рассматривать вопрос о новом статусе УПЦ сегодня преждевременно. Приобретение канонической самостоятельности ценой деления в самой УПЦ — это путь ослабления церкви.
27 июля 2009 года решением Священного синода Русской православной церкви включён в состав Межсоборного присутствия Русской православной церкви.
С конца января 2010 года упоминается исполняющим обязанности председателя отдела внешних церковных связей УПЦ.
19 декабря 2010 года в крипте базилики святителя Николая в городе Бари возведён в сан архиепископа.
14 июня 2011 года утверждён в должности председателя отдела внешних церковных связей Украинской православной церкви с титулом Переяслав-Хмельницкий и Вишневский и введён в состав постоянных членов Синода УПЦ. Титул, происходящий от названий двух городов для викарных архиереев, хотя и не является официальной наградой, но служит знаком особенного положения в церковной иерархии, которого в особых случаях удостаиваются столичные викарные митрополиты (например, митрополиты Павел (Лебедь), Питирим (Нечаев)).
На официальном сайте возглавляемой им Пересялавско-Вишневской епархии ПЦУ об этом периоде его жизни написано: «Находился под постоянным давлением российского церковного руководства и российских церковно-политических кругов, которые небезосновательно обвиняли архиепископа Александра в деятельности на пользу независимости и полной канонической самостоятельности Украинской Церкви. За свою патриотическую деятельность и поддержку Предстоятеля подвергался шельмованию со стороны российских СМИ как „украинский националист“».
Колхоз,Малина и Привоз,

и верный друг Виталя Кос, 

Собрали раду накануне, 

Чтоб не пропал их задум туне. 

Распределили четко роли,

и начали свои гастроли. 

Колхоз мочил нас за собор, 

Кричит Малина:где же вор? 

Чтобы ключарь во всем признался,

Привоз,наш батюшка старался 

А благочинный Киев-града,

сказал:Драбинко всем преграда...
23 декабря 2011 года назначен главой комиссии, созданной для временного управления Киевской епархией на период болезни митрополита Киевского и всея Украины Владимира. Также назначен ответственным перед Священным Синодом Украинской Церкви за лечение митрополита Киевского Владимира (Сабодана). 26 января 2012 года решением Священного синода УПЦ комиссия была упразднена; временное управление епархией было поручено митрополиту Павлу (Лебедю), наместнику Киево-Печерской лавры; кроме того, тогда же освобождён от должности настоятеля храма Всех Святых комплекса строящегося Воскресенского собора города Киева.
20 февраля Религиозно-информационная служба Украины опубликовала письмо митрополита Владимира, в котором он отменил следующее заседание Синода, созванное старшим после него по хиротонии членом митрополитом Одесским Агафангелом (Саввиным) на 21 февраля. По свидетельству источника газеты «Сегодня», это письмо было инициировано архиепископом Александром. Издание также опубликовало карикатурное стихотворение на русском языке, подписанное именем Дробинко, в котором члены Синода митрополиты Агафангел (Саввин), Павел (Лебедь) и Иларион (Шукало) были названы словами «Привоз», «Малина» и «Колхоз».
21 февраля 2012 года решением Синода УПЦ, заседание которого из-за болезни предстоятеля УПЦ митрополита Владимира было созвано и проходило под председательством митрополита Одесского и Измаильского Агафангела (Саввина), был освобождён от должностей председателя отдела внешних церковных связей УПЦ и главного редактора официального сайта УПЦ, выведен из состава постоянных членов Священного синода УПЦ. Причиной таких жёстких действий в справке к журналу № 23 заседания Синода называлось следующее:

«…его деструктивные действия и недостойное поведение, интриганство и образ жизни сеют смуту и подозрение среди епископата и духовенства, порождают большое смущение среди верующих <…> Пользуясь должностью секретаря Предстоятеля УПЦ, постоянного члена Священного Синода Украинской Православной Церкви и главы ОВЦС УПЦ, он позволяет себе в эфире светских общенациональных средств массовой информации <…> открыто выступать с критикой решений Высшей Церковной власти, искусственно противопоставляя Священный Синод Украинской Православной Церкви её Предстоятелю. <…> Он дозволяет себе недвусмысленно порочить своих собратьев-архипастырей, членов Священного Синода УПЦ, организует публикацию в антицерковных СМИ строго конфиденциальных церковных документов, предназначенных для ознакомления исключительно членам Священного Синода».
Комментируя данное решение Синода, управляющий делами УПЦ архиепископ Митрофан (Юрчук) заявил, что архиепископ Александр выдавал свои мнения за мнения предстоятеля УПЦ митрополита Владимира.
С другой стороны, многими светскими СМИ решение Синода было расценено как свидетельство существования серьёзных противоречий в УПЦ и конфликта между «прорусской» и «прокиевской» партиями внутри неё.
После возвращения митрополита Владимира к делам, с ноября 2012 года, архиепископа Александра снова стали указывать на официальном сайте УПЦ как настоятеля храма Всех Святых. 5 января 2013 года упоминается председателем наградного отдела УПЦ.

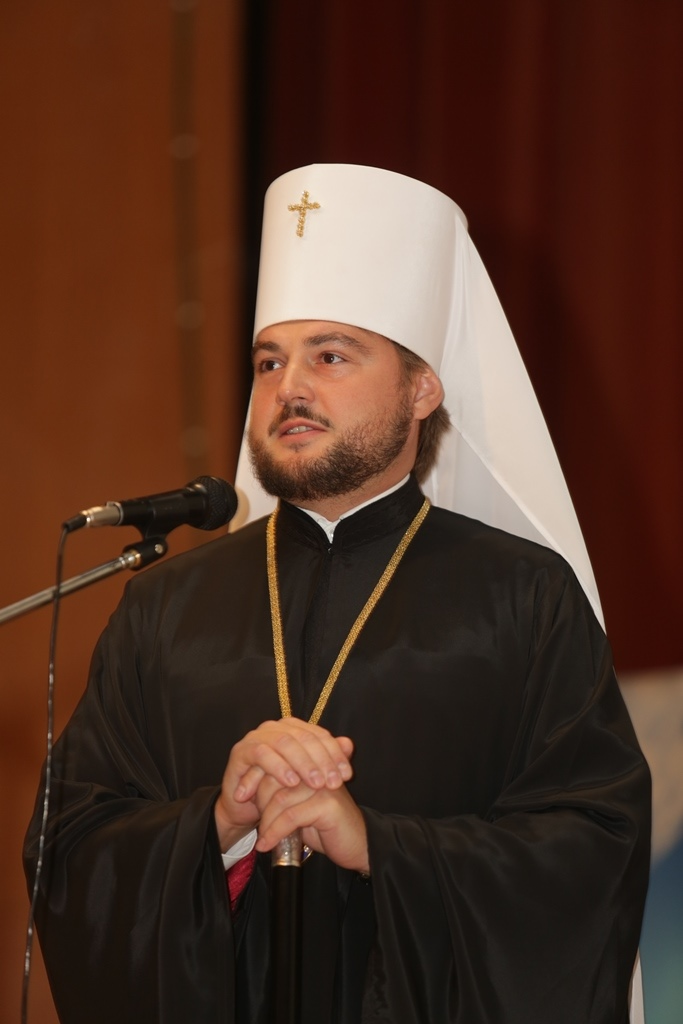
Митрополит Александр в 2014 году

25 апреля 2013 года Священный синод постановил: «Учитывая особые обстоятельства заседания Священного синода от 21.02.2012, отозвать справку к журналу № 23 заседания Священного Синода от 21.02.2012 года».
В июне 2013 года имя архиепископа Александра оказалось связанным в многочисленных публикациях СМИ, а также в блогосфере, с историей похищения двух монахинь: настоятельницы и одной из насельниц Покровского монастыря в Киеве. К возбуждённому уголовному делу архиепископ Александр был привлечён в качестве свидетеля.
25 сентября 2013 года решением Священного синода Украинской православной церкви из состава Киевской епархии выделена Бориспольская епархия, в связи с чем епископу Броварскому Феодосию титул изменён на Боярский, а архиепископу Александру титул изменён не был, таким образом, его титул происходит от названий двух городов, находящихся в разных епархиях (Киевской и Бориспольской).
23 ноября 2013 года в домовом храме во имя святителя Николая Чудотворца при Предстоятельской резиденции в Киево-Печерской лавре митрополит Владимир (Сабодан) в день своего рождения возвёл архиепископа Александра в сан митрополита. Как указано на официальном сайте возглавляемой им Переяславско-Вишневской епархии: «Поскольку владыка Александр на то время находился под конвоем, решение о удостаивании его сана митрополита до последних минут сохранялось в тайне». В свои 36 лет он стал самым молодым митрополитом Украинской православной церкви.
2 марта 2014 года в Спасо-Преображенском соборе во время службы прочитал с амвона письмо к патриарху Кириллу с призывом не допустить втягивания украинского и российского народов в противостояние и попросил поддержки прихожан. Письмо подписали все священнослужители собора.
19 июня 2014 года Священный синод Украинской православной церкви упразднил наградной отдел УПЦ в связи с его нецелесообразностью.
Не вошёл в новый состав Межсоборного присутствия, утверждённый 23 октября 2014 года решением Священного синода Русской православной церкви.
Весной 2015 года митрополит Онуфрий официально освободил митрополита Александра (Драбинко) от должности настоятеля храма Всех Святых комплекса строящегося кафедрального Воскресенского собора Киева. При этом митрополит Александр сохранил за собой должность наместника ставропигиального собора Преображения Господня на Теремках в городе Киеве.
В 2016 году народный депутат Вадим Новинский совершил нападение на Александра Драбинко, угрожал и нецензурно оскорблял его в городе Кореце. После этого в обращении Священного синода УПЦ было указано, что Генеральная прокуратура Украины пытается привлечь Новинского к ответственности за якобы соучастие в похищении архиепископа Александра, что было охарактеризовано священноначалием церкви как пример давления на прихожан. Сам же Драбинко в этом документе обвинялся в том, что «сознательно стал орудием политической борьбы, пренебрегая моралью», и умышленно распространяет «ничем не подтверждённые слухи и клевету».

### Разрыв c Украинской православной церковью и переход в Православную церковь Украины
В апреле 2018 года первым из архиереев УПЦ подписал обращение к патриарху Константинопольскому Варфоломею с просьбой даровать Православной церкви на Украине автокефалию и выдать соответствующий томос.
16 октября 2018 года в беседе с телеканалом «Громадське ТВ» в связи с решением Константинопольского патриархата от 11 октября отменить передачу Киевской митрополии Русской православной церкви в 1686 году заявил, что «территория Украины является территорией восстановленной митрополии Константинопольского Патриархата. Собственно, с этого момента (после принятия такого решения) мы являемся, на сегодняшний день, клириками Константинопольской Церкви». В прессе это было расценено как заявление о его переходе в Константинопольский патриархат. На своей личной странице в facebook написал: «Митрополит Александр (Драбинко) на сегодня никаких официальных заявлений не делал и решений не принимал», и что «это теоретический ответ <…> Никаких заявлений! Только рассуждения на тему».
13 ноября 2018 Собор епископов УПЦ в Киево-Печерской лавре принял решение, что епископы, духовенство и миряне УПЦ не будут участвовать в создаваемой Константинопольским патриархатом автокефальной церкви Украины, а также постановил разорвать евхаристическое общение с Константинопольским патриархатом. Решения Собора УПЦ Драбинко раскритиковал, назвав свидетельством несамостоятельности УПЦ.
В тот же день, наряду с митрополитом Винницким и Барским Симеоном (Шостацким) и архиепископом Новокаховским и Геническим Филаретом (Зверевым) принял участие в закрытой встрече с президентом Украины Петром Порошенко.

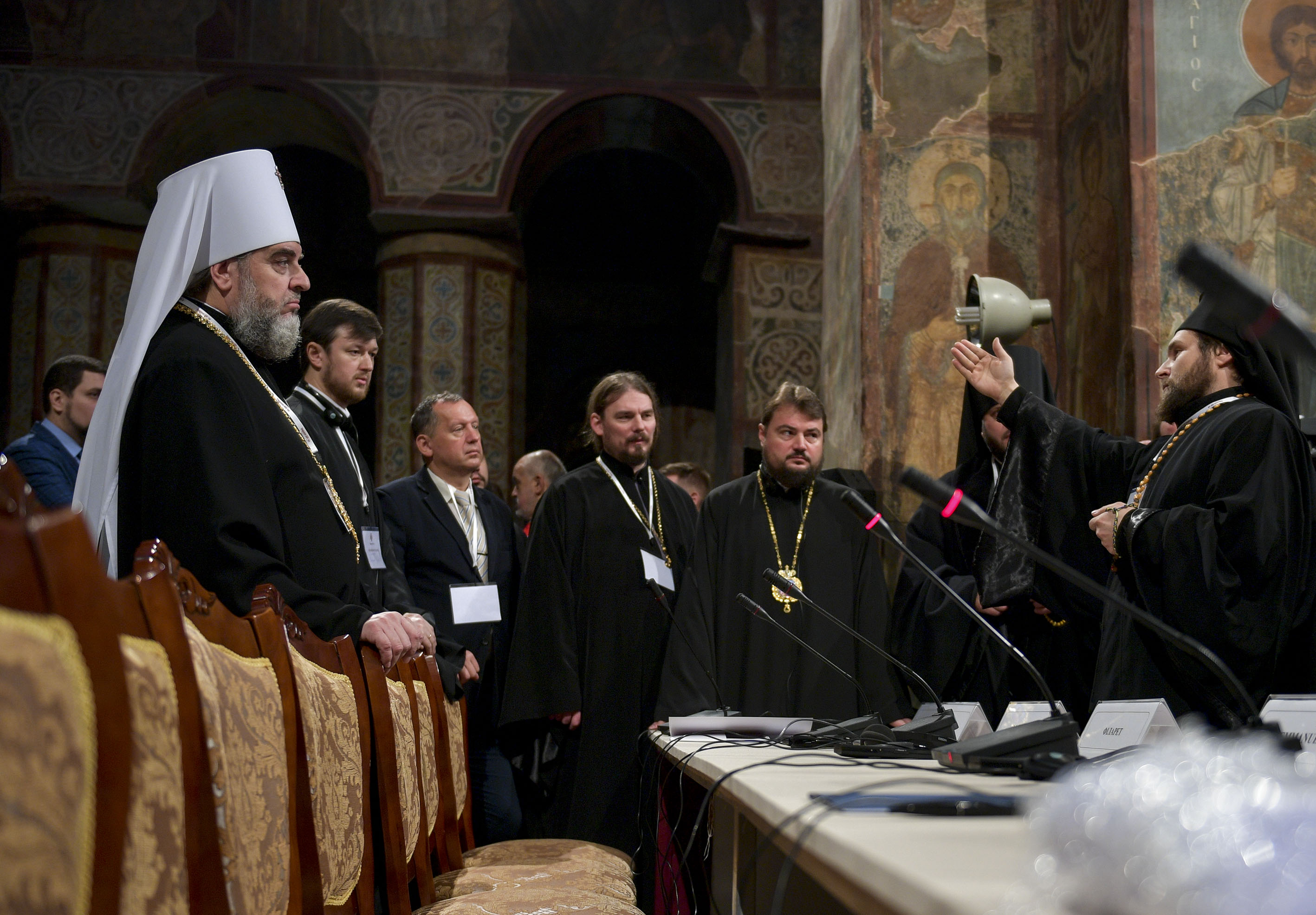
Александр (Драбинко) среди участников объединительного собора в Киеве. 15 декабря 2018 года

14 декабря патриарх Константинопольский Варфоломей грамотой подтвердил принятие Александра (Драбинко) и Симеона (Шостацкого) в юрисдикцию Константинопольского патриархата, «освобождая от всякой ответственности, или обвинения, или любого другого прещения, налагаемого на Вас каким бы то ни было церковным органом, и полностью принимая всё, что Вы делали как епископ и пастырь».
15 декабря 2018 года наряду с митрополитом Винницким Симеоном (Шостацким) принял участие в «Объединительном соборе», на котором была учреждена Православная церковь Украины. В тот же день председатель синодального информационно-просветительского отдела УПЦ МП архиепископ Климент (Вечеря) сообщил, что Драбинко и Шостацкий «создают новую церковь и туда переходят» и «к УПЦ они больше не имеют никакого отношения», отдельно отметив, что «В данном случае люди сами захотели отлучить себя от своей Церкви. Нам остаётся это только с грустью констатировать… Мы будем констатировать, что они перешли в раскол, и сообщим в поместные Церкви, что в диптихе канонических епископов Украины они больше не значатся».
17 декабря Синод УПЦ МП за «уклонение в раскол, грубое нарушение архиерейской присяги, Постановления Собора епископов Украинской Православной Церкви от 13 ноября 2018 года и решения Священного Синода Украинской Православной Церкви от 7 декабря 2018 года… и на основании 25-го и 34-го правил святых Апостолов, 2-го правила Антиохийского Собора» принял решение о запрете в служении митрополита Симеона и митрополита Александра, который лишился также титула «Викарий Киевской митрополии». Светские СМИ распространили не соответствовавшую действительности информацию, что оба митрополита были анафематствованы. В ответ на это он опубликовал в своём фэйсбуке грамоту патриарха Варфоломея от 14 декабря. Таким образом стало известно, что он участвовал на объединительном соборе как иерарх Константинопольского патриархата, а не УПЦ.
В тот же день в интервью gordonua.com он заявил: «Лично для меня решения синода УПЦ (МП) ничего не значат, так как я — клирик Православной церкви Украины, которая признана Вселенской патриархией. К религиозной организации, которая ввела против меня санкции, я с 15 декабря никакого отношения не имею. Расстраиваться по поводу принятого ими решения не приходится. Ведь заранее нами была написана апелляция, и Вселенский патриарх подтвердил, что запреты и санкции Московского патриархата действительными не являются». Он сказал также, что, по его мнению, после получения томоса 6 января «люди будут уходить от РПЦ», но процесс перехода в поместную церковь займёт «какое-то время».
Несмотря на запрещение, сохранил за собой Киевский храм на Теремках. Согласно данным издания страна.ua, большая часть клира храма ушла из него после перехода Драбинко в ПЦУ. Из семи клириков, числящихся на официальном сайте собора, 19 декабря Александру (Драбинко) сослужили только два человека: священник Андрей Дудченко и отлученный за участие в соборе ПЦУ диакон Ростислав Воробей, а половина людей уходили со службы.

### Иерарх Православной церкви Украины
17 февраля 2019 года в Открытом православном университете Святой Софии-Премудрости состоялась публичная лекция и презентация книги Александра (Драбинко) «Украинская Церковь: путь к автокефалии».
4 марта 2019 года Священный синод Православной церкви Украины «для приходов, которые из состава Киевской, Белоцерковской, Бориспольской епархий Украинской Православной Церкви (в единстве с Московским Патриархатом) добровольно желающих присоединиться к Украинской Православной Церкви (Православной Церкви Украины)» образовал «Управление Переяславско-Вишневской епархии Украинской Православной Церкви (Православной Церкви Украины)» в ранге епархии и назначил Александра (Драбинко) её правящим архиереем.
19 ноября 2019 года решением Священного синода ПЦУ «в связи с решением Верховной Рады Украины о переименовании г. Переяслав-Хмельницкий Киевской области в г. Переяслав — изменить архиерейский титул управляющего Переяславско-Вишневской епархией с „Переяслав-Хмельницкий и Вишневский“ на „Переяславский и Вишневский“».

## Награды

### Церковные
- Второй наперсный крест с украшениями (7 января 2007 года, к празднику Рождества Христова)
- Орден Святого Нестора Летописца I степени
- Орден Святого равноапостольного князя Владимира II степени
- Орден «Відзнака Предстоятеля УПЦ» (18 марта 2012)[79]
- «Крест Братства Всесвятого Гроба Господня с золотой короной» Иерусалимская Православная Церковь (28 ноября 2012 года)

### Светские

#### Государственные
- Орден князя Ярослава Мудрого V степени (13 января 2019 года) — за вклад в утверждение духовности, милосердия и межконфессионального согласия, весомые личные заслуги в развитии независимой Православной Церкви Украины, многолетнее добросовестное служение Украинскому народу[80]
- Орден «За заслуги» II степени (22 января 2013 года) — за значительный личный вклад в социально-экономическое, научно-техническое, культурно-образовательное развитие Украинского государства, весомые трудовые достижения, многолетний добросовестный труд[81]
- Орден «За заслуги» III степени (23 октября 2009 год)[82]

#### Иные награды
- орден «Казацкая Слава» ІІ степени (5 ноября 2007[83])
- Орден Святой Анны II степени (2011 год, «Российский императорский дом»)
- Орден «За благие дела» I степени (17 ноября 2013 года. Международный историко-литературный журнал «Странникъ» (издаваемый в Смоленске))[84]

## Публикации
книги
- Православие в посттоталитарной Украине (вехи истории). — К.: Издание Свято-Успенской Киево-Печерской Лавры, 2002. — 287 с.
- Чому розкольницькі угрупування в Україні називаються неканонічними: історико-канонічний аналіз. — К. : Видавничий відділ Київської митрополії, 2004. — 47 с.
  - Чому розкольницькі угрупування в Україні називаються неканонічними (історико-канонічний аналіз). Вид. третє. — К.: Українська Православна Церква, 2007. — 48 с.
  - Почему раскольнические группировки в Украине называются неканоническими: историко-канонический анализ / Изд. 3-е. — К. : Издательский отдел Киевской митрополии, 2007. — 48 с.
- Під Святительським омофором. — Київ : [б. и.], 2006.
  - Под святительским омофором: вехи современности. — К. : Издательский отдел Киевской Митрополии, 2006. — 64 с.
- Предстоятель. — Киев : [б. и.], 2006.
- Деятельность синодальных отделов, комисий и учреждений. — Киев : [б. и.], 2007
- Летопись. Год из жизни 2006. — [Б. м.] : Киевская Митрополия, 2007
- Украинская Православная Церковь 15 лет соборности. — [Б. м.] : Киевская Митрополия, 2007.
- Свято-Покровский Киевский женский монастырь: к 120-летию основания обители: [альбом] / фот. А. Драбинко, Р. Кобысь. — К. : [Б.и.], 2007. — 63 с.
- Архієрейський собор 21 грудня 2007 року. — [Б. м.] : УПЦ, 2008
- Літопис рік із життя 2007. — [Б. м.] : Киевская Митрополия, 2008. (в трёх томах)
  - Летопись. Год из жизни 2007 год. — [Б. м.] : АДЕФ-Україна, 2008. (в трёх томах)
- Ліітопис. Рік із життя 2008. — Киев : Київська Митрополія, 2009. (в двух томах)
- Таков нам подобаше Архиерей. — [Б. м.] : Киевская Митрополия, 2009.
- Православный катехизис. — [Б. м.] : ООО Фактор-друк, 2009.
- Літопис. Рік із життя 2009. — [Б. м.] : ТОВ Новий друк, 2010.
- «А силу слова дал сам Бог…»: духовная поэзия. — Смоленск : Маджента, 2014. — 76 с. — (Биб-ка межд. ист.-лит. журн. «Странник»). — ISBN 978-5-98156-588-5 (укр.)
- Бог. Человек. Церковь. — Киев : Издательский отдел УПЦ, 2013. — 188 с. — ISBN 978-966-2371-16-1
- Бути вдячним Богові. — Київ: Фонд пам’яті Блаженнішого митрополита Володимира, 2017. — 352 с.
- Українська Церква: шлях до автокефалії. До дискусій навколо канонічного статусу, богослужбової мови та історії Української Церкви / [упоряд., ред. П. Зуєв]. — К.: Фонд пам’яті Блаженнішого Митрополита Володимира, ДУХ І ЛІТЕРА, 2018. — 684 с. — ISBN 978-966-378-639-1

статьи
- Владимир (Сабодан) // Православная энциклопедия. — М., 2004. — Т. VIII : Вероучение — Владимиро-Волынская епархия. — С. 659—662. — 39 000 экз. — ISBN 5-89572-014-5. (в соавторстве с В. И. Петрушко)
- Українська православна церква — 15 років незалежності // Православний вісник. — 2006. — № 12. — C. 12
- Под святительским омофором (вехи современности) // Православный церковный календарь УПЦ. 2007. — Киев, 2006. — С. 85-120
- Жизнь жительствует // Православный церковный календарь [УПЦ]. 2008. — Издат. отд. Киевской митрополии, 2007. — С. 175—200
- Пересопницька Євангелія — міжнародний імідж України // Україна дипломатична. — 2009. — Вип. 10. — С. 1004—1021
- Архиепископ Александр (Драбинко): Оптимист-администратор // pravmir.ru, 19 декабря 2012